# Кубок Латвии по футболу 1994
Ку́бок Ла́твии по футбо́лу 1994 года — 53-й розыгрыш Кубка Латвии по футболу.

## 1/64 финала
| Дата | Хозяева           | Счёт | Гости   |
| ---- | ----------------- | ---- | ------- |
|      | Вента (Вентспилс) | 2:1  | Алуксне |

## 1/32 финала
| Дата | Хозяева                | Счёт | Гости                |
| ---- | ---------------------- | ---- | -------------------- |
|      | Огре                   | −:+  | Ливаны               |
|      | Бауска                 | 3:5  | ДЮСШ (Елгава)        |
|      | Полицияс ФК (Рига)     | 1:2  | Сардзес пулкс (Рига) |
|      | Смилтене               | 5:2  | Валка                |
|      | Тукумс                 | 5:1  | Лудза                |
|      | Юрас академия (Рига)   | 2:1  | Браво (Рига)         |
|      | Локомотив (Даугавпилс) | 1:0  | AVV (Рига)           |
|      | Вольф-Лат (Рига)       | 0:2  | Латгале (Даугавпилс) |
|      | РФШ-М (Рига)           | 0:2  | Нафта (Вентспилс)    |
|      | Цериба (Прейли)        | 0:3  | Валмиера             |
|      | Юрниекс (Рига)         | 2:0  | РФК (Рига)           |
|      | Рига                   | +:−  | Екабпилс             |
|      | Лидо (Рига)            | −:+  | Квадратс (Рига)      |
|      | Гулбене                | 1:3  | Вента (Вентспилс)    |
|      | Старт (Броцены)        | 5:0  | Лоде (Цесис)         |
|      | Айзкраукле             | 7:0  | Цесис                |

## 1/16 финала
| Дата | Хозяева                | Счёт | Гости                 |
| ---- | ---------------------- | ---- | --------------------- |
|      | Ливаны                 | 1:2  | Химик (Даугавпилс)    |
|      | ДЮСШ (Елгава)          | 2:0  | Лиепая                |
|      | Сардзес пулкс (Рига)   | 2:1  | Смилтене              |
|      | Тукумс                 | 0:3  | Интерсконто (Рига)    |
|      | Юрас академия (Рига)   | 0:1  | Вайрогс (Резекне)     |
|      | Локомотив (Даугавпилс) | 1:2  | Латгале (Даугавпилс)  |
|      | Нафта (Вентспилс)      | 1:3  | Гемма (Рига)          |
|      | Валмиера               | 0:3  | Видус (Рига)          |
|      | Юрниекс (Рига)         | 1:2  | Рига                  |
|      | Квадратс (Рига)        | 0:1  | Аусеклис (Даугавпилс) |
|      | Вента (Вентспилс)      | 0:5  | ДАГ (Рига)            |
|      | Старт (Броцены)        | 5:2  | Айзкраукле            |

## 1/8 финала
| Дата       | Хозяева               | Счёт | Гости             |
| ---------- | --------------------- | ---- | ----------------- |
|            | Химик (Даугавпилс)    | 3:1  | ДЮСШ (Елгава)     |
|            | Сардзес пулкс (Рига)  | 1:3  | Олимпия (Рига)    |
|            | Интерсконто (Рига)    | 0:4  | Вайрогс (Резекне) |
|            | Латгале (Даугавпилс)  | 2:1  | РАФ (Елгава)      |
|            | Гемма (Рига)          | 3:4  | Видус (Рига)      |
| 18.05.1994 | Рига                  | 0:1  | Сконто (Рига)     |
|            | Аусеклис (Даугавпилс) | 0:1  | ДАГ (Рига)        |
|            | Старт (Броцены)       | 0:2  | Пардаугава (Рига) |

## 1/4 финала
| Дата       | Хозяева            | Счёт         | Гости                |
| ---------- | ------------------ | ------------ | -------------------- |
|            | Химик (Даугавпилс) | 0:1          | Олимпия (Рига)       |
|            | Вайрогс (Резекне)  | 1:0          | Латгале (Даугавпилс) |
| 08.06.1994 | Видус/Рига         | 0:0 (п. 3:2) | Сконто (Рига)        |
|            | ДАГ (Рига)         | 1:0          | Пардаугава (Рига)    |

## 1/2 финала
| Дата | Хозяева        | Счёт | Гости             |
| ---- | -------------- | ---- | ----------------- |
|      | Олимпия (Рига) | 1:0  | Вайрогс (Резекне) |
|      | Видус/Рига     | 0:1  | ДАГ (Рига)        |

## Финал
| Дата       | Хозяева        | Счёт | Гости      |
| ---------- | -------------- | ---- | ---------- |
| 22.06.1994 | Олимпия (Рига) | 2:0  | ДАГ (Рига) |

| 22 июня 1994                  | \| Олимпия (Рига) \| 2:0 (0:0) \| ДАГ (Рига) \| \| Алексеенко 64′ · Штолцерс 78′ \| Голы \| \| | Стадион ЛУ, Рига Зрителей: 1200 Судья: Роман Лаюкс (Рига) |
| Олимпия (Рига)                | 2:0 (0:0)                                                                                      | ДАГ (Рига)                                                |
| Алексеенко 64′ · Штолцерс 78′ | Голы                                                                                           |                                                           |

| Обладатель Кубка Латвии 1994 |
| ---------------------------- |
| «Олимпия» (Рига) 1-й титул   |